# Wyskoć

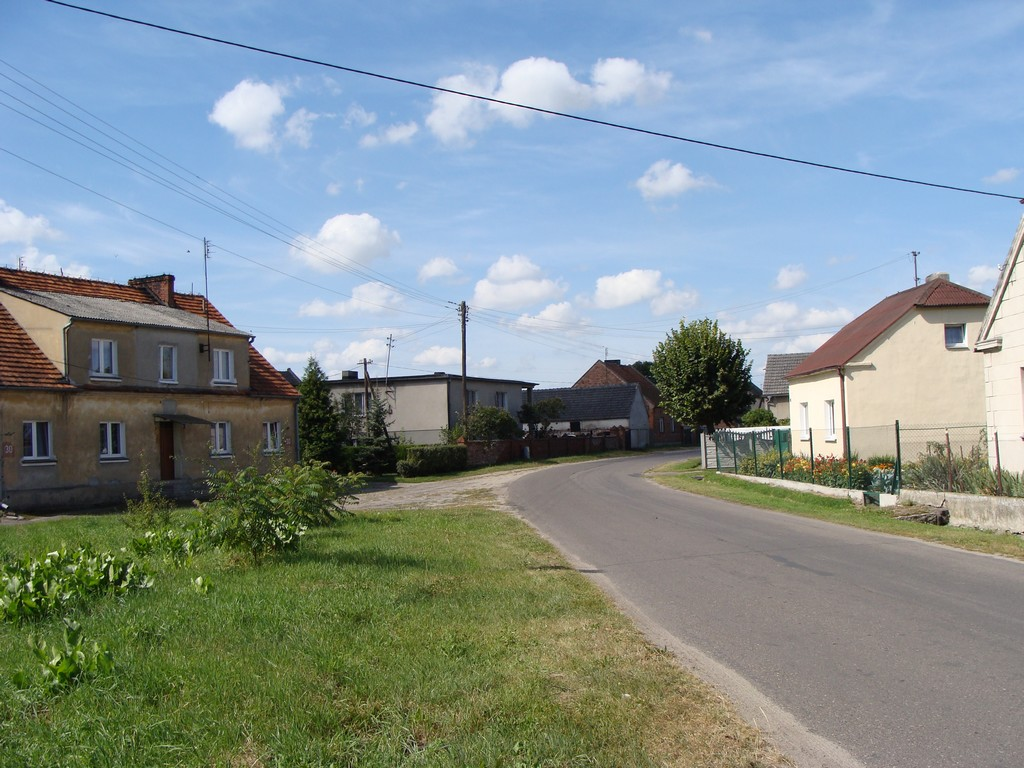
Centrum wsi

Wyskoć (niem. Wyskotsch) – wieś w Polsce położona w województwie wielkopolskim, w powiecie kościańskim, w gminie Kościan. Wioska położona jest 11 km na południowy wschód od Kościana. Założenie miejscowości datuje się ok. 1315 roku.

## Historia
Wieś znana co najmniej od połowy XIV w., kiedy to należała do Jaszka Wyskoty, kasztelana krzywińskiego. W latach 1388–1411 właścicielem był Czewlej z Miaskowa. W 1412 r. od jego żony Tomisławy kupił Wyskoć i pół Darnowa Piotr Bniński. Piotr Opaliński w 1496 r. sprzedał Wyskoć swojemu szwagrowi Andrzejowi z Gryżyny Dłużyńskiemu. Wraz z jego córką Anna w 1513 r. wieś przejął Mikołaj Spławski. W rękach Spławskich majątek pozostawił do końca XVI w. Około roku 1600 część wsi należała do Mikołaja Spławskiego, część do córek Benedykta Spławskiego tj. do Andrzejowej Łaskawskiej i do Jakubowej Szczytowskiej.
W 1605 r. część Szczytowskich wykupił Jan Kroczyński, część wsi wziął Mikołaj z Wierzbna Pawłowski jako posąg swej żony Anny, córki Andrzeja Łaskowskiego, Ich syn Jan Pawłowski wykupił działy Kroczyńskich i został właścicielem całości. W 1660 r. wieś odziedziczyli jego synowie Adam i Stefan, a wkrótce przeszła ona w ręce Mikołaja Grodzickiego jako posąg jego żony Teresy Pawłowskiej. Ich syn Kazimierz przejął dobra w 1701 r. Po jego śmierci w 1717 r. wieś znajdowała się w dzierżawie Wojciecha Kotarbskiego, który niedługo potem przejął ją na własność. W 1745 r. jako właściciele wymieniani są bracia Andrzej, Antoni i Józef Kotarbscy.
W 1756 r., jako dziedzic Wyskoci wymieniany jest Ignacy Kotarbski, który w 1770 r. sprzedał ją Stanisławowi Chłapowskiemu z Turwi. Jego syn Józef w 1778 r. sprzedał ją generałowi Janowi Lipskiemu, a ten z kolei w 1782 r. sprzedał księciu Antoniemu Barnabie Jabłonowskiemu, do którego należał również Racot. Aż do 1932 r. Wyskoć należała do kolejnych właścicieli Racotu.
W okresie Wielkiego Księstwa Poznańskiego (1815-1848) miejscowość wzmiankowana jako Wyskoć należała do wsi większych w ówczesnym pruskim powiecie Kosten rejencji poznańskiej. Wyskoć należał do okręgu kościańskiego tego powiatu i stanowił część majątku Racat (niem. Razoten, dziś Racot), który należał wówczas do byłego króla Niderlandów (Wilhelma I). Według spisu urzędowego z 1837 roku Wyskoć liczył 358 mieszkańców, którzy zamieszkiwali 29 dymów (domostw).
W okresie międzywojennym Wyskoć dzierżawiona była przez kapitana w stanie rezerwy Zygmunta Galińskiego. Od 1932 r. wieś była w posiadaniu Fundacji Sułkowskich w Rydzynie.
W latach 1975–1998 miejscowość administracyjnie należała do województwa leszczyńskiego.
W 2025 roku w lesie na północ od miejscowości udokumentowano relikty grobowców megalitycznych sprzed 5,5 tysiące lat, wzniesione przez ludność kultury pucharów lejkowatych (neolit).

## Folwark
W 1366 r. wzmiankowany był po raz pierwszy folwark rycerski. Dwór wymieniony był w 1723 r. W opisie dóbr z 1754 r. zapisano: "Chałupka alias dwór stary, w którym mieszka prac. Walenty chałupnik (...) Ta chałupka zła z gruntu, poszycie na niej złe". Wzmiankowany był również wówczas mielcuch, owczarnia, chlewy, stodoły oraz sad z ogródkami. W 1881 r. powierzchnia dóbr Wyskoć wraz z folwarkiem Wyskoć Mała wynosiła 553,6 ha, z czego 443,8 ha liczyły pola, 24 ha łąki, 4,1 ;ha pastwiska, 79 ha lasy, 2,8 ha nieużytki. Na terenie majętności znajdowała się wówczas 9 domów zamieszkanych przez 213 osób. W 1913 r. prowadzono tu hodowlę 25 koni, 181 krów, 176 świń i 331 owiec. W 1926 r. gospodarstwo specjalizowała się w reprodukcji nasion buraków.

## Dwór
Położone jest w środkowej części wsi, składa się z zespołu rezydencjonalnego i folwarcznego.

### Zespół rezydencjonalny
Zespół rezydencjonalny składa się z dworu otoczonego zielenią zamykającą podwórze od strony zachodniej. Po zachodniej stronie dworu znajduje się niewielki budynek mieszkalny, wcześniej wykorzystywany jako bar, obecnie przebudowany i zmodernizowany.
Dwór. Wzniesiony prawdopodobnie w 2 poł. XVIII w., rozbudowany i przebudowany ok. 1800 r. oraz w końcu XIX w. Być może powstał z przebudowy starszego jeszcze budynku, o czym świadczyć mogłyby zachowane sklepnienia krzyżowe we wnętrzu. Jest to budynek murowany z cegły, częściowo na podmurówce z kamienia polnego, podpiwniczony, parterowy, z mieszkalnym poddaszem, nakryty dachem dwuspadowym naczółkowym, pokrytym dachówką karpiówką. W piwnicach sklepienie krzyżowe i odcinkowe, w południowych pomieszczeniach parteru sklepienie krzyżowe oraz odcinkowe, w pozostałych stropy drewniane belkowe z podsufitką. Budynek postawiony na rzucie prostokąta o dwutraktowym układzie pomieszczeń z sienią na osi. Obecnie dawna sień w większości zabudowana. Główne wejście do dworu od strony zachodniej od parku, drugie pomocnicze od północy, od strony budynków gospodarczych. Elewacje tynkowane, w partii wysokiego cokołu pokryte boniowaniem, wyżej tynkowane gładko. Naroża budynku ujęte w szerokie płaskie pilastry, pośrodku elewacji pozorny ryzalit także ujęty w pilastry. Otwory w skromnych opaskach zamknięte prosto, z wyjątkiem głównego wejścia, które zamknięte odcinkowo z zachowaną stolarką dwuskrzydłowych płycinowych drzwi z nadświetlem. Elewacje zamknięte profilowanym gzymsem. Przed wejściem do budynku tarasy poprzedzone schodami. Od strony północnej, po bokach schodów dwa wejścia do piwnic, z których jedno obecnie zamurowane. Tutaj przypuszczalnie znajdowała się dawna kuchnia.

### Zespół folwarczny

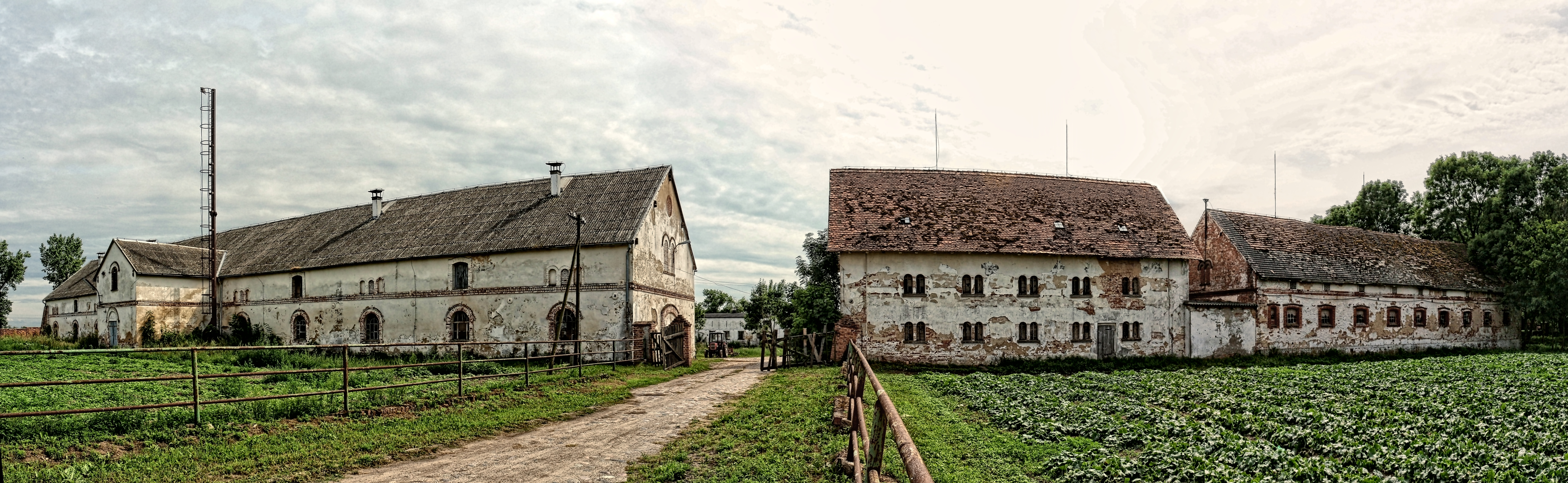

Zespół folwarczny jest położony na wschód od dworu, składa się z podwórza gospodarczego i kolonii domów pracowników folwarcznych. Podwórze położone jest po południowej stronie drogi, kolonia po północnej. Dziedziniec na planie prostokąta o dłuższej osi wschodnio-zachodniej. W 1862 r. w pierzei północnej znajdowały się dwa budynki rozdzielone drogą prowadzącą do głównej szosy i do kolonii domów pracowników. W pierzei wschodniej znajdował się jeden budynek, a w południowej dwa obiekty. Od strony zachodniej dziedziniec zamykał dwór. W części wschodniej podwórza znajdował się staw. Wkrótce potem podwórze powiększone zostało w kierunku zachodnim, co widoczne jest na mapie z końca XIX w. Taki też układ podwórza zachowany jest do dziś. Układ zabudowy także pozostał bez zmian. Pierwotnie dziedziniec brukowany, obecnie zachowany bruk w niewielkich fragmentach. Wjazdy na teren podwórza prowadzą od strony północnej i zachodniej. Od północnej zachowane ceglane słupy bramy wjazdowej i fragmenty muru. W pierzei północnej po zachodniej stronie wjazdu wznosi się dawna stajnia z wozownią, połączone od wschodu wjazdu znajduje się obora. W pierzei wschodniej jeszcze w 1993 r. znajdowały się dwie połączone stodoły, z których obecnie zachowana tylko południowa, z końca XIX w., murowana z cegły, nakryta niskim dachem dwuspadowym, przebudowanym budynkiem inwentarskim, pochodzący z 4 ćw. XIX w., murowany z cegły, o drewnianych ścianach poddasza, o elewacjach tynkowanych z ceglanym detalem w postaci odcinkowych obramień okien i drzwi.
Stajnia z wozownią. Wzniesiona w 4 ćw. XIX w., murowana z cegły na podmurówce z kamienia polnego, parterowa, z użytkowym poddaszem, nakryta dachem dwuspadowym pokrytym dachówką. Część wozowni niższa, nakryta dachem płaskim. Wzniesiona na rzucie prostokąta podzielonego na kilka wnętrz. W pomieszczeniach sklepienie odcinkowe na gurtach wspartych na kolumnach. Elewacje tynkowane, pierwotnie z ceglanym detalem, obecnie częściowo pobielonym. Otwory okienne i drzwiowe przyziemia zamknięte odcinkowo i ujęte w obramienia zakończone odcinkowymi nadokiennikami. Powyżej gzyms kordonowy, na którym wsparte otwory poddasza.
Obora. Wzniesiona prawdopodobnie w 3 ćw. XIX w., murowana z cegły, na podmurówce z kamienia, parterowa, z wysokim magazynowym poddaszem, nakryta dachem dwuspadowym, pokrytym pierwotnie dachówką, obecnie eternitem. Wzniesiona na planie wydłużonego prostokąta z ryzalitem pośrodku elewacji północnej, nakrytym nieco niższym dachem dwuspadowym. Przyziemie nakryte sklepieniem odcinkowym na gurtach wspartych na kamiennych kolumnach. Więźba dachowa drewniana. Elewacje tynkowane z ceglanym detalem, obecnie częściowo otynkowanym. Wszystkie otwory okienne zamknięte półkoliście, ujęte w proste obramienie, otwory drzwiowe odcinkowo. Pod oknami przyziemia ceglane podokienniki, a nad oknami gzyms kordonowy, na którym wsparte potrójne okienka poddasza. W szczytach biforyjne otwory z połączonymi nadokiennikami w formie odcinka gzymsu. Zachowana metalowa stolarka okien, ceglane ażurowe wypełnienie otworów poddasza.
Spichlerz. Wzniesiony prawdopodobnie ok. połowy XIX w., murowany z cegły, dwukondygnacyjny, z dwukondygnacyjnym magazynowym poddaszem, nakryty dachem dwuspadowym o wysuniętych okapach, pokrytym dachówką. Zbudowany na planie prostokąta, z drewnianymi belkowymi nagimi stropami w więźbą dachową krokwiowo-jętkową. Elewacje tynkowane, pierwotnie z nadokiennikami nad półkoliście zamkniętymi oknami. Naroża budynku ujęte w szerokie lizeny, pośrodku elewacji gfrontowej pozorny ryzalit mieszczący wejście do budynku. Pary okien wsparte na wspólnych gzymsach podokiennych.
Kolonia domów pracowników folwarcznych. Składa się ze starszej części położonej na północ od podwórza i młodszej na zachód od zespołu. Obecnie zachowane w części południowej trzy domy z 2 poł. XIX w., dwa czworaki i jeden trojak, murowane z cegły, parterowe, z użytkowymi poddaszami, nakryte dachami dwuspadowymi, pokrytymi dachówką. Elewacje tynkowane, przekształcone. W części zachodniej zachowane trzy domy.

## Parafia pw. św Andrzeja Apostoła

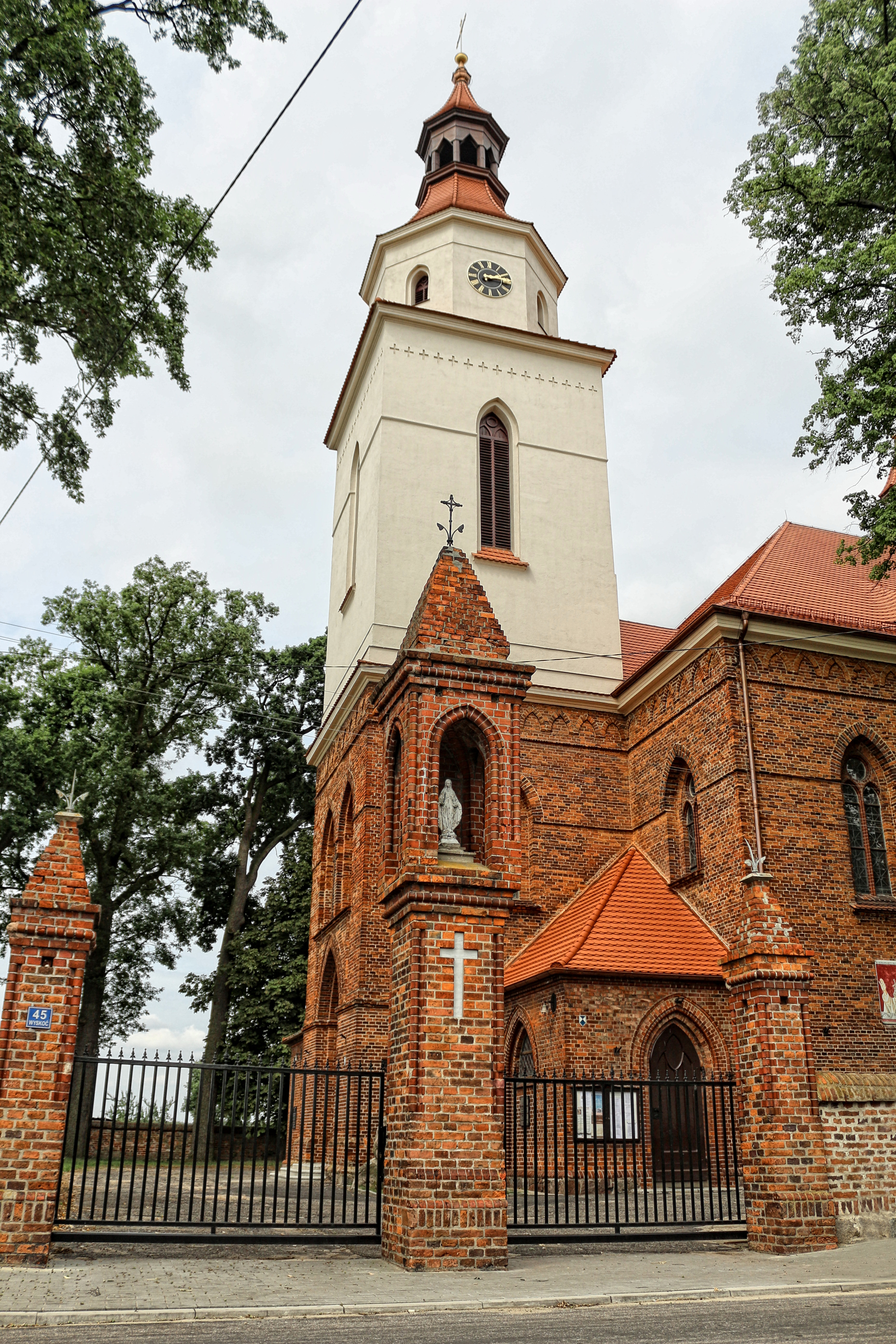
Wieża kościoła

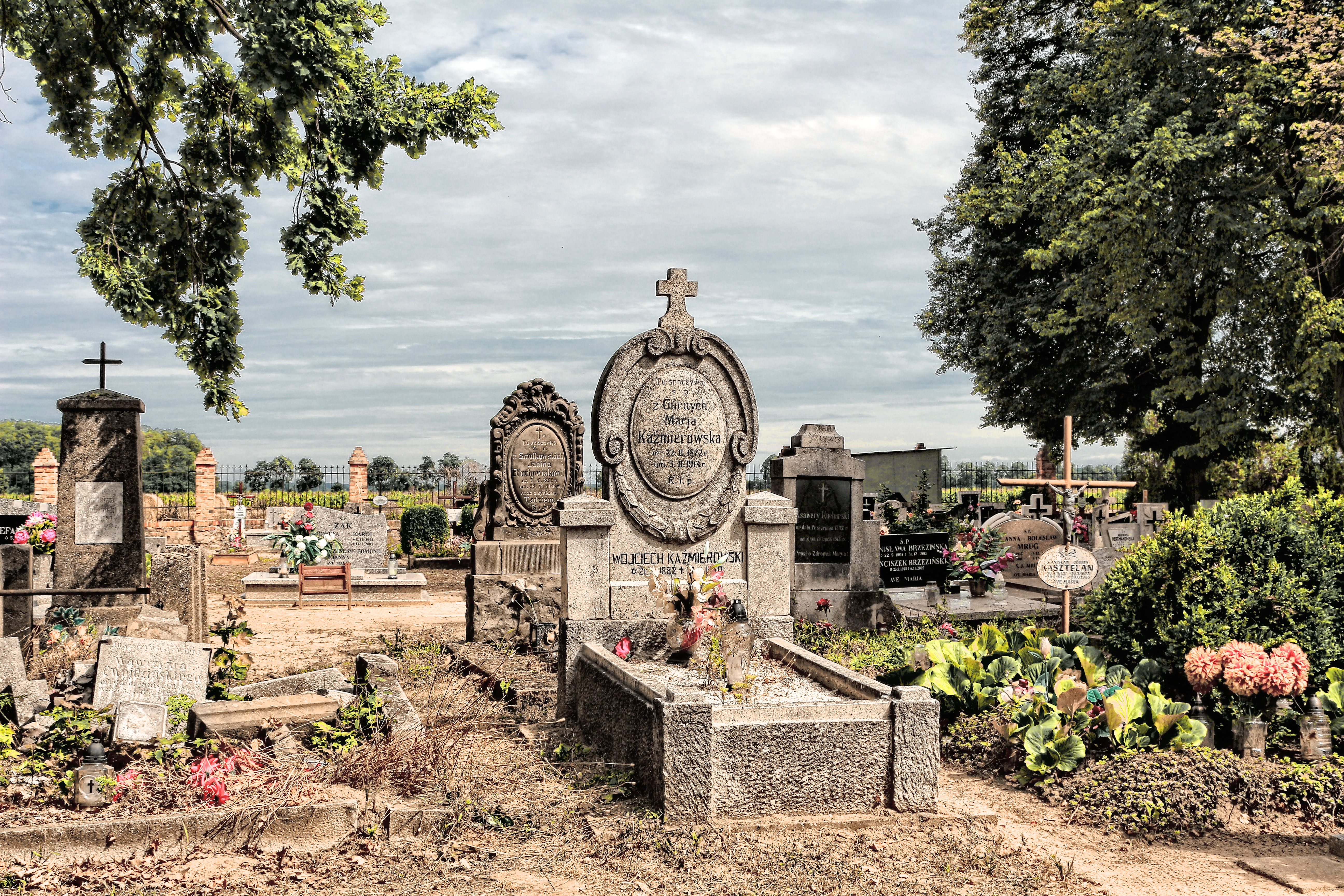
Cmentarz

Za legendarną datę powstania parafii w Wyskoci przyjmuje się rok 1283. Tutejszy dziedzic miał zostać biskupem poznańskim herbu Wyskota, stąd nazwa miejscowości. Parafia była bardzo liczna: ok. 5 tys. mieszkańców, jednoczyła przez osobę proboszcza trzy stare parafie: Wyskoć, Gołębin Stary i Choryń, od 1969 już rozdzielone. Po dawnych świątyniach nie ma dziś śladu. Obecny kościół zbudowany w latach 1843-1861, przebudowany i rozbudowany w 1892 roku został konsekrowany w 1893 r. przez biskupa Edwarda Likowskiego. Kościół murowany, neogotycki, orientowany, 3-nawowy z wieżą, obecnie neobarokową (3 dzwony z 1973 r.: św. Andrzej Apostoł – 600 kg, Najświętszej Maryi Panna i św. Maksymilian Kolbe). Na wieży od wschodu, zachodu i południa znajduje się zegar wieżowy. Prezbiterium pięciokątne (na południowej ścianie wielki fresk św. Andrzeja Apostoła). Ołtarz główny (szafiasty tryptyk; w centrum figura Najświętszej Maryi Panny z Dzieciątkiem, od lewej figura św. Andrzeja Apostoła, od prawej św. Mateusza Ewangelisty) i 2 ołtarze boczne w nawach; przy wieży kruchta południowa z grotą Najświętszej Maryi Panny z Lourdes, od północy kaplica pogrzebowa. W kościele przechowywany jest wielki obraz, olej na płótnie, przedstawiający męczeństwo św. Andrzeja Apostoła na krzyżu w kształcie X.
Świątynia ma zachowany oryginalny wystrój neogotycki: filary, sklepienia i posadzka, ołtarze drewniane, ambona w kształcie kielicha, chór i prospekt organowy z 1877 roku, chrzcielnica z piaskowca, 4 konfesjonały, ławki, feretrony (jeden ze św. Andrzejem Apostołem i św. Barbarą z 1897 r. – olej na blasze), baldachim, bramy, witraże z motywem roślinnym, mur otaczający kościół i inne. Dawniej przechowywane były w kościele relikwie św. Ignacego z Loyoli i św. Jozafata Kuncewicza, niestety obie zaginęły podczas niemieckiej okupacji. Obecnie znajdują się zachowane: relikwie Krzyża Świętego i św. Andrzeja Boboli oraz nowe: bł. Edmunda Bojanowskiego (od 2000 roku) św. Faustyny Kowalskiej i bł. Sancji Szymkowiak. W parafii żywy jest kult Pana Jezusa Ukrzyżowanego przy starym krucyfiksie z XVII w. (odpust Podwyższenia Krzyża Świętego). W kościele zachował się również obraz Matki Boskiej Śnieżnej (olej na płótnie) z I połowy XVII wieku.
W latach 2011–2015 dokonano remontu wieży i dachu kościoła. Obecnym proboszczem jest ks. Krzysztof Pustkowiak.

## Znani mieszkańcy
- Roman Jankowski – były polski żużlowiec, obecnie trener
- Damian Perz – polski żużlowiec
- Franciszek Pukacki – oficer AK, cichociemny